# Zamia loddigesii
Zamia loddigesii är en kärlväxtart som beskrevs av Friedrich Anton Wilhelm Miquel. Zamia loddigesii ingår i släktet Zamia och familjen Zamiaceae. IUCN kategoriserar arten globalt som nära hotad. Inga underarter finns listade i Catalogue of Life.

## Bildgalleri

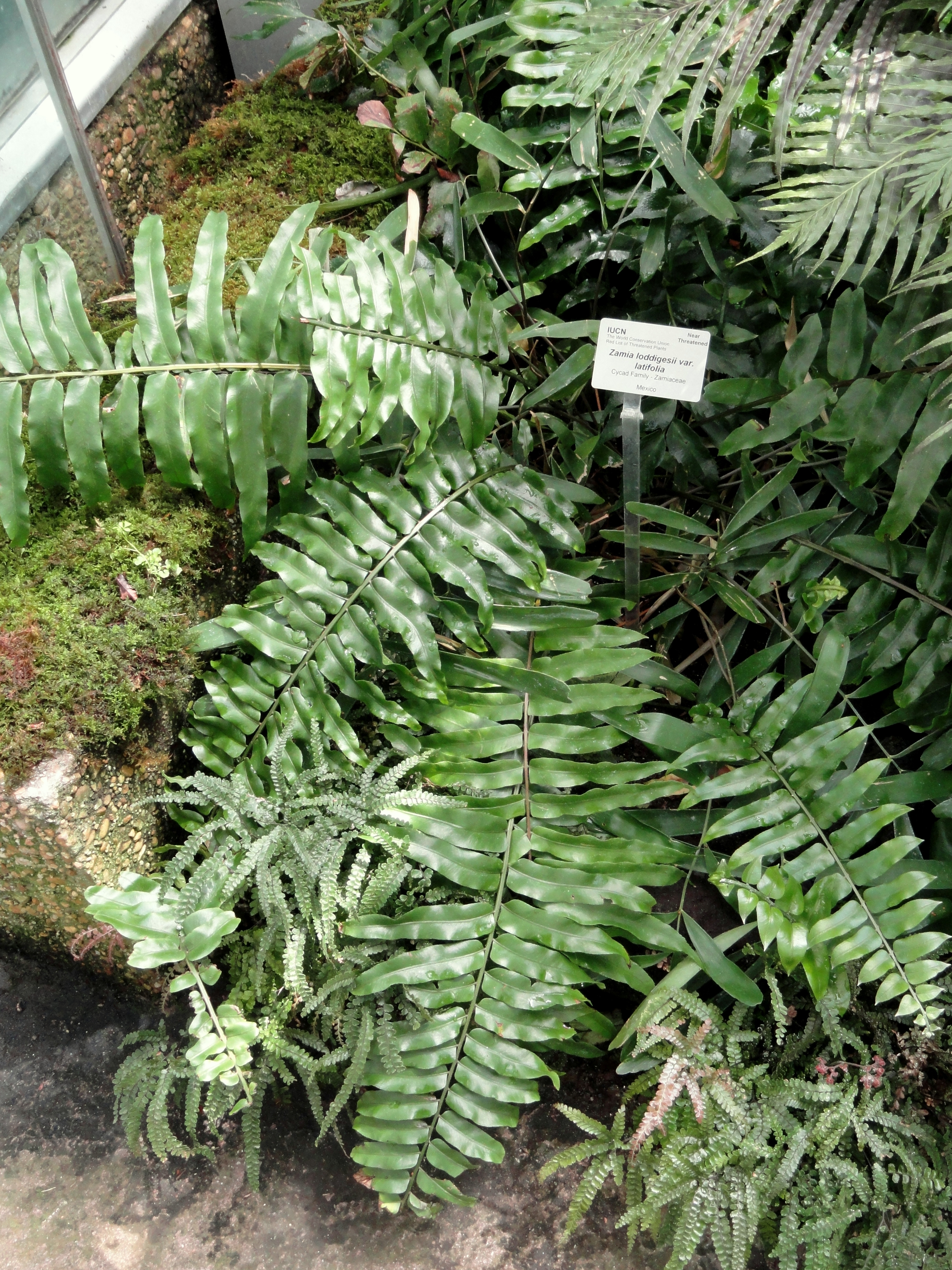